# Strobilomyia flexiliventris
Strobilomyia flexiliventris är en tvåvingeart som beskrevs av Griffiths 2004. Strobilomyia flexiliventris ingår i släktet Strobilomyia och familjen blomsterflugor.
Artens utbredningsområde är British Columbia. Inga underarter finns listade i Catalogue of Life.